# Piano preparado
Piano preparado consiste em um piano, em que peças (moedas, parafusos, tarraxas, etc) são postas entre as cordas do instrumento ou até mesmo nos martelos ou abafadores para se produzir efeitos sonoros.